# Волоколамск
Волоколамск (рус. Волокола́мск) је административни центар Волоколамског рејона у Московској области у Русији. Волоколамск се налази 129 километара североисточно од Москве на реци Городенка, недалеко од ушћа реке Ламе. 2003. године град је имао 16700 становника.
Волоколамск се први пут спомиње у Воскресењској хроници под 1135. годином. Град су изградили трговци из Новгорода. Волоколамск је остао под влашћу Новгорода све до 1398. године, с једним дужим прекидом крајем 12. и почетком 13. века. Након Монголске инвазије Волоколамск је подељен на два дела: један део је припадо Новгороду, а други Владимиру.
У Волоколамску је 1337. године рођен свети Терапонт Белојезерски.
1398. године Василиј I дефинитивно је укључио Волоколамск у Московску кнежевину. Град је почео да опада јер је изгубио тада своје трговачке, ханзеатске везе са Новгородом. 1462. Волоколамск је Иван III доделио свом млађем брату као кнежевску апанажу. Тада је изграђена и црква у Волоколамску која и данас постоји.
1613. Волоколамск је издржао опсаду Сигисмунда III, пољског краља.
Совјетска власт је у Волоколамску успостављена октобра 1917. године. Током Великог Отаџбинског рата, у близини Волоколамска било је сукоба између совјетских и немачких војника. У новембру 1941. године 18 руских војника уништило је 18 немачких тенкова када су се ови приближили путу између Волоколамска и Москве.

## Становништво
Према прелиминарним подацима са пописа, у граду је 2010. живело 23.433  становника.
| 1939. | 1959. | 1970.  | 1979.  | 1989.  | 2002.  | 2010.  |
| ----- | ----- | ------ | ------ | ------ | ------ | ------ |
| 5.400 | 8.625 | 15.495 | 18.356 | 18.226 | 23.433 | 23.433 |